# O Macaco Nu
O Macaco Nu (no original, The Naked Ape) é o título de um livro de Desmond Morris publicado em 1967 que descreve a espécie humana através de uma perspectiva etologista, ou seja, como a que é geralmente adoptada à descrição do comportamento das outras espécies animais.